# Renault Master I
Renault Master I — первое поколение Renault Master.

## История
Производство автомобиля Renault Master I началось в 1980 году. Изначально выпускалась версия с дизельным двигателем внутреннего сгорания Fiat-Sofim объёмом 2,4 л (2445 см3), в 1984 году появилась с дизелем объёмом 2,1 л (2068 см3). Некоторые модели комплектовались также бензиновыми двигателями внутреннего сгорания Renault объёмом 2,0 и 2,2 л.
Отличительными особенностями автомобилей этого поколения стали сдвижная боковая дверь и необычные круглые дверные ручки (похожие на ручки Fiat Ritmo).
Автомобили производились сначала на заводах Renault, затем производство было перенесено на новый завод SoVAB в Батийи.

## Галерея

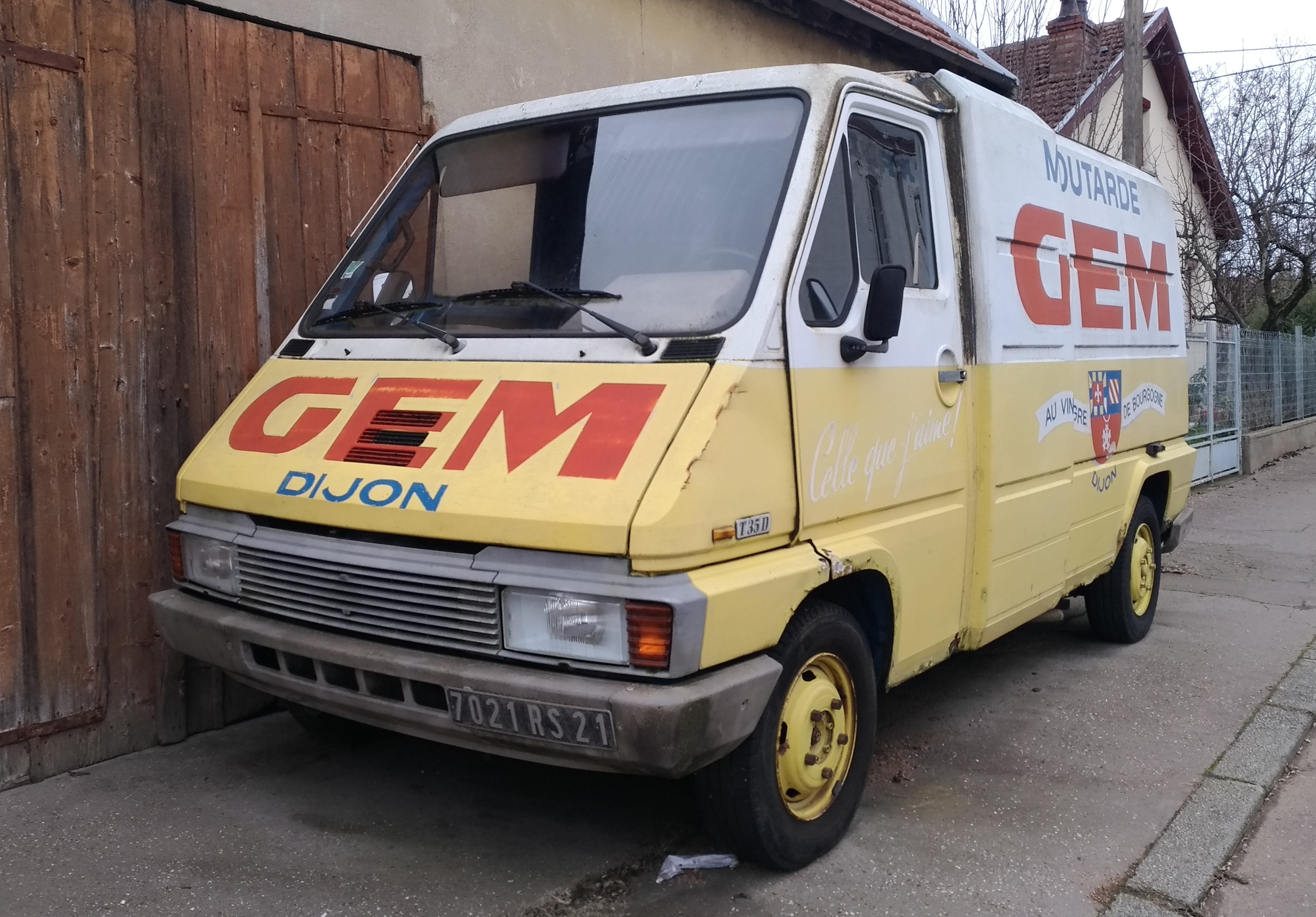
Renault Master I
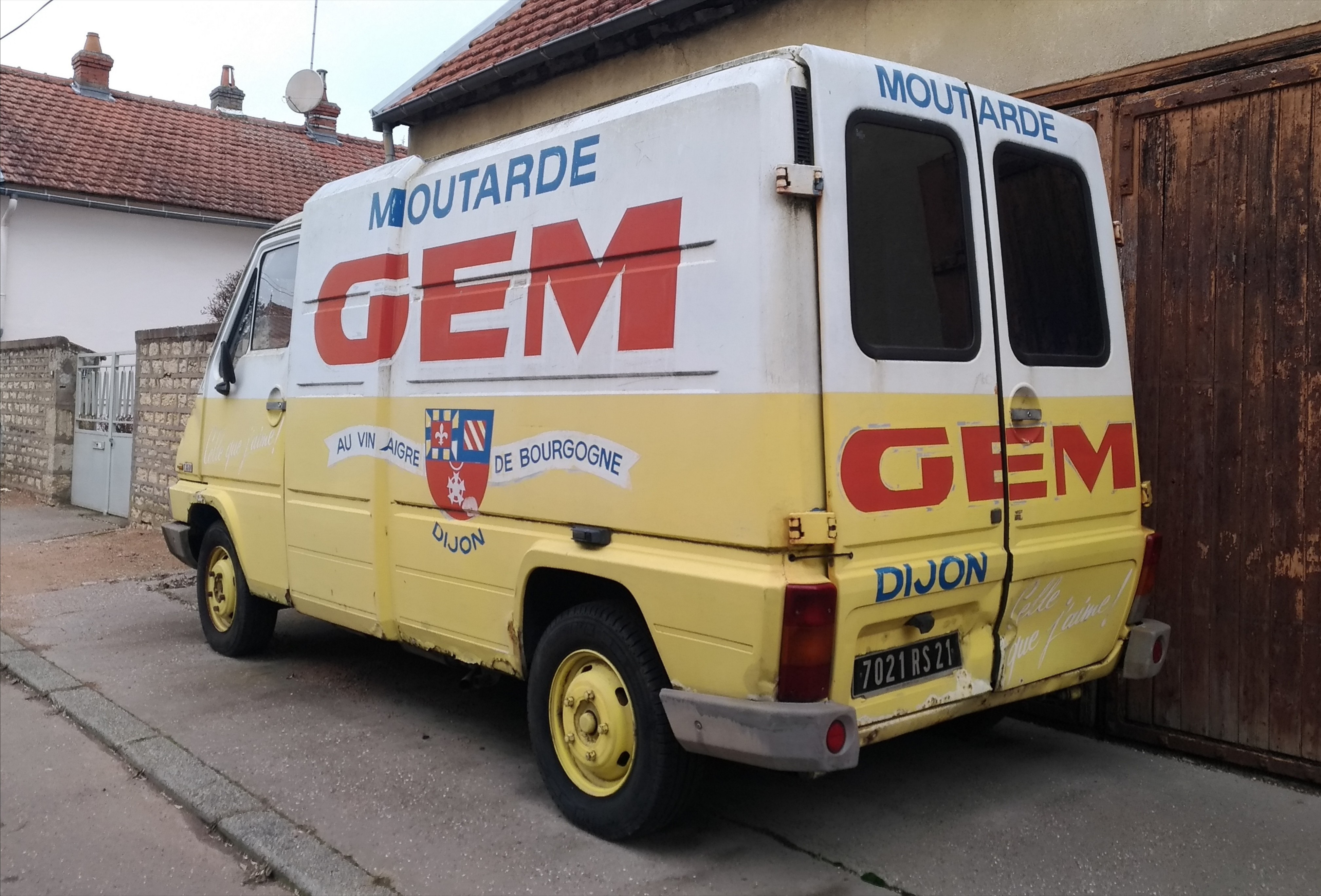
Renault Master I
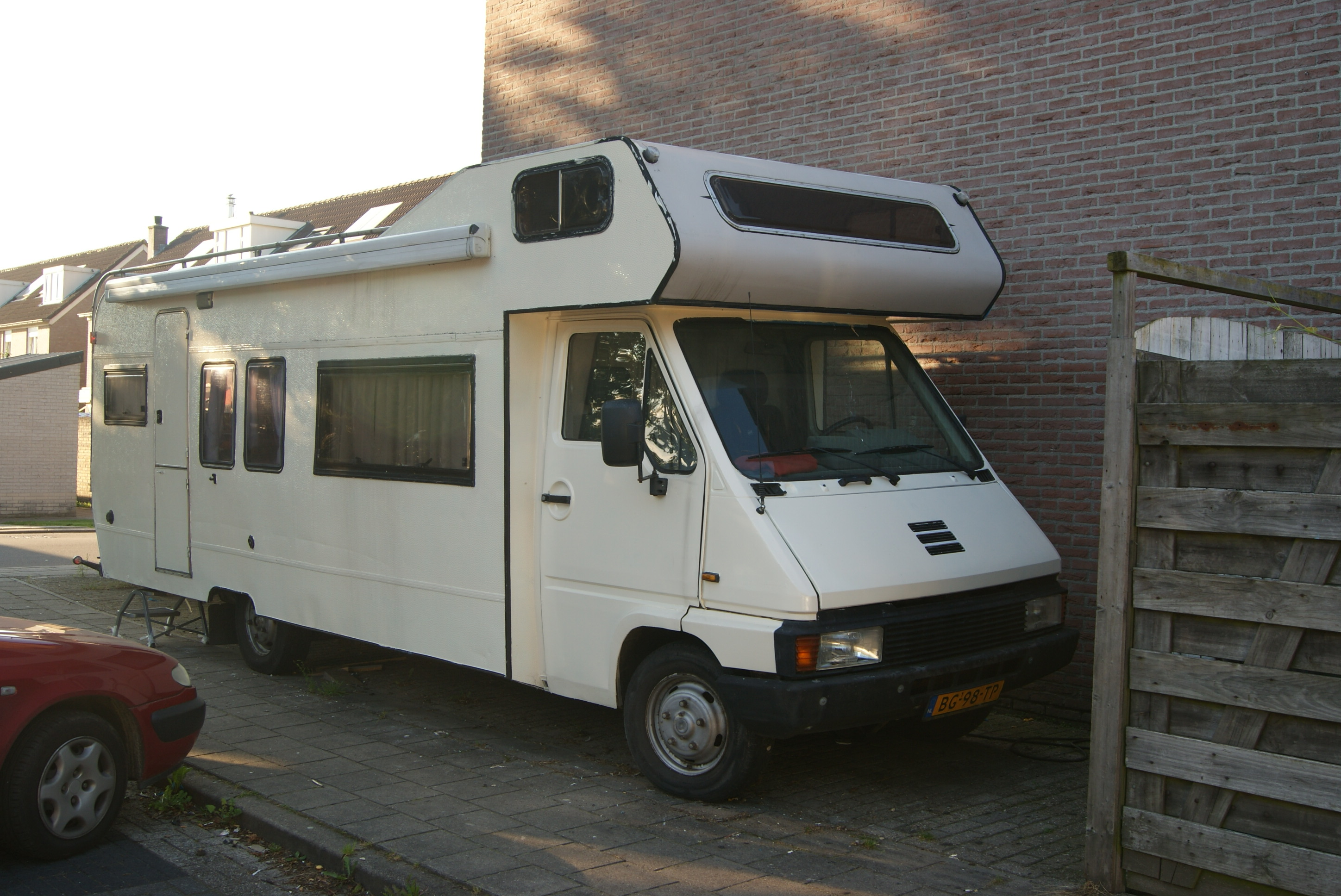
Renault Master T35D
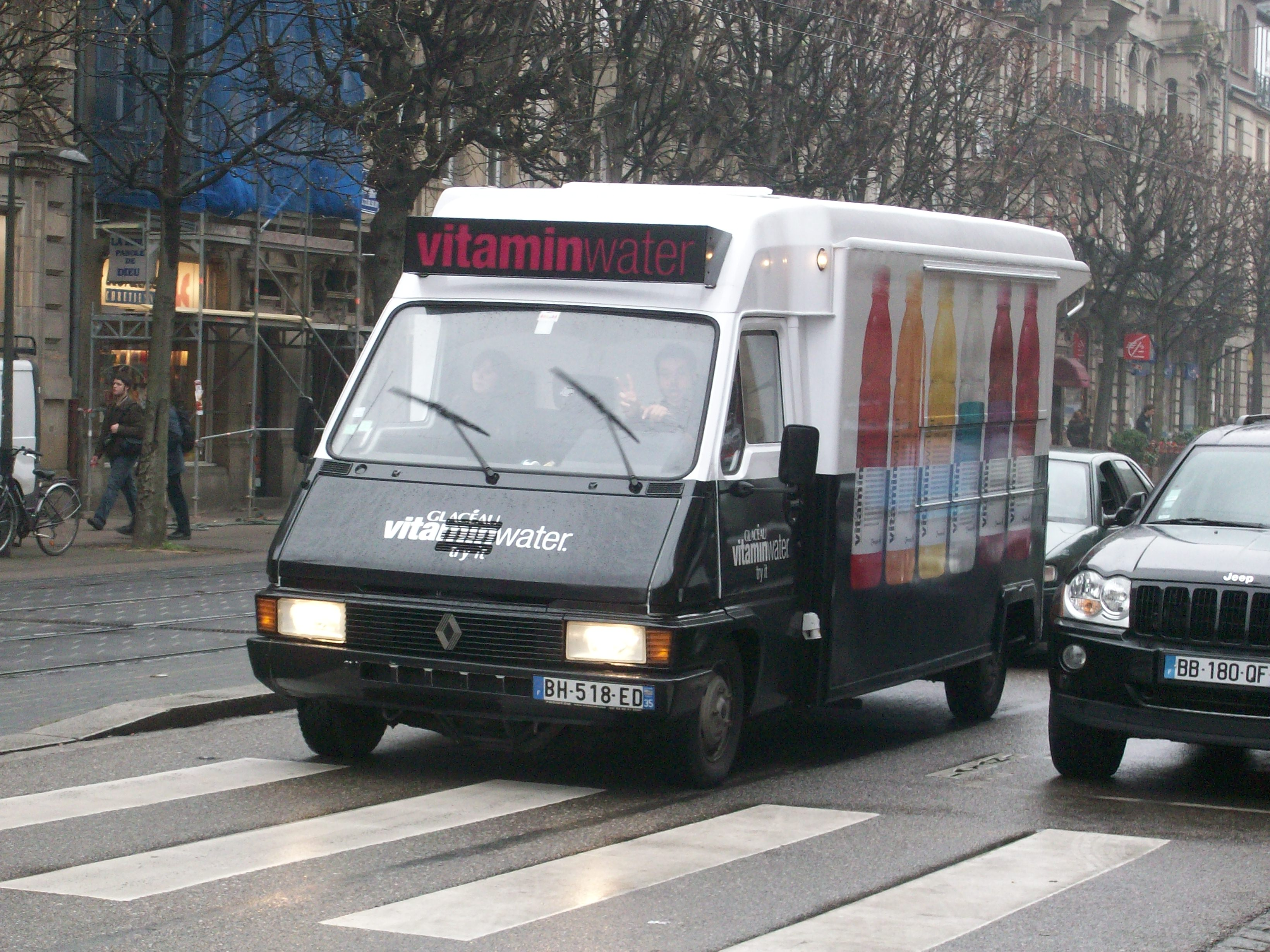
Renault Master I
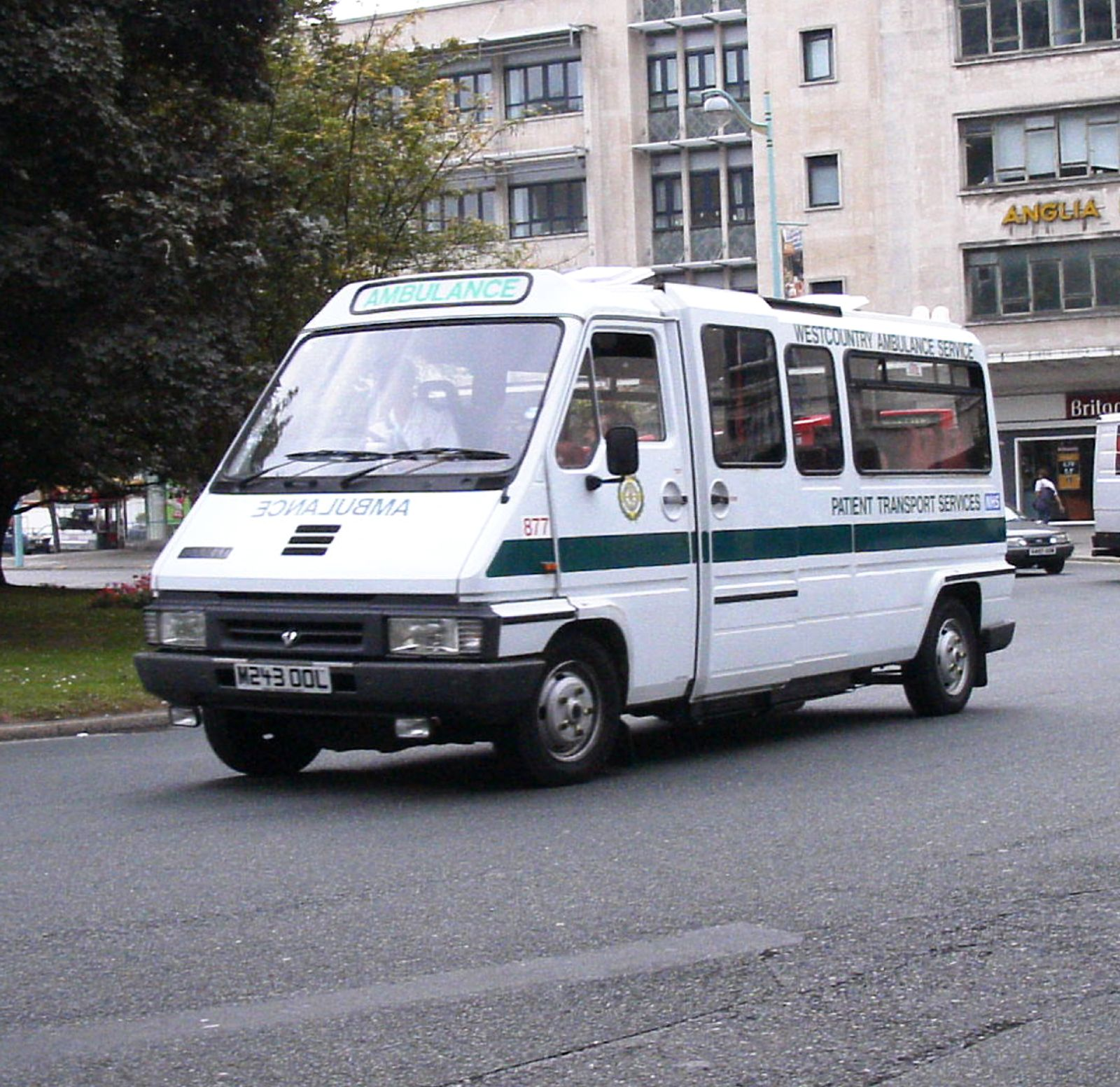
Renault Master I
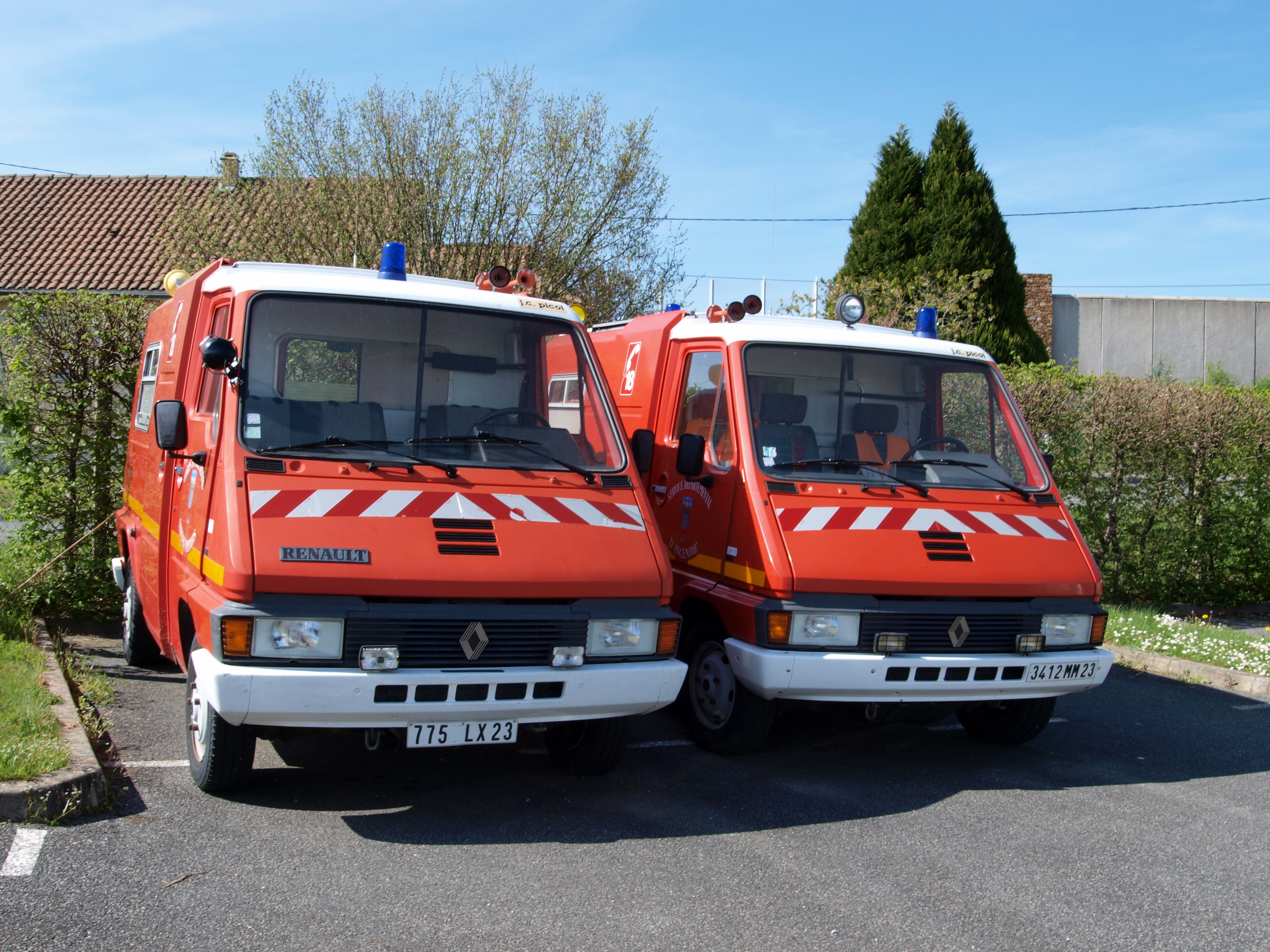
Renault Master I
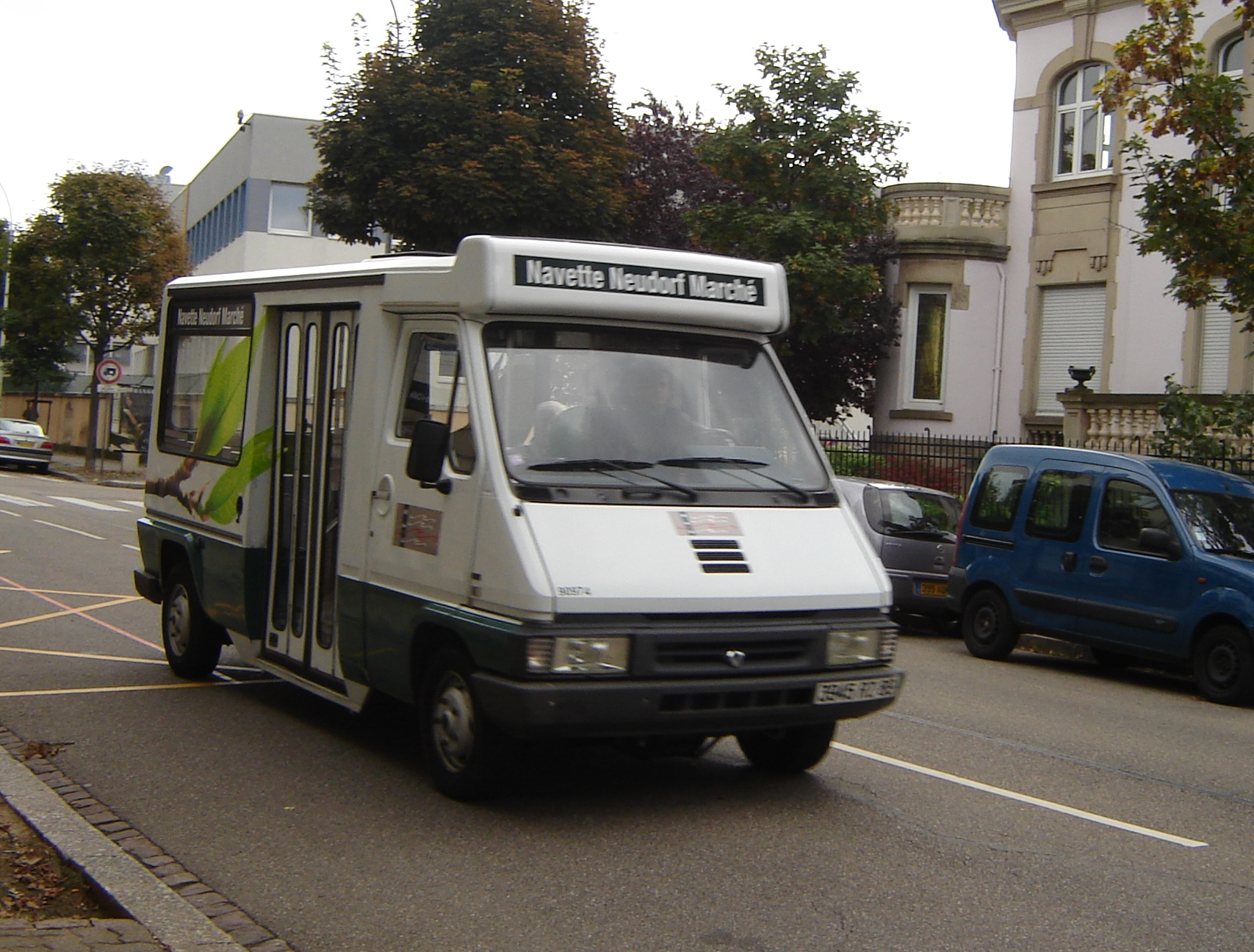
Heuliez GX 17
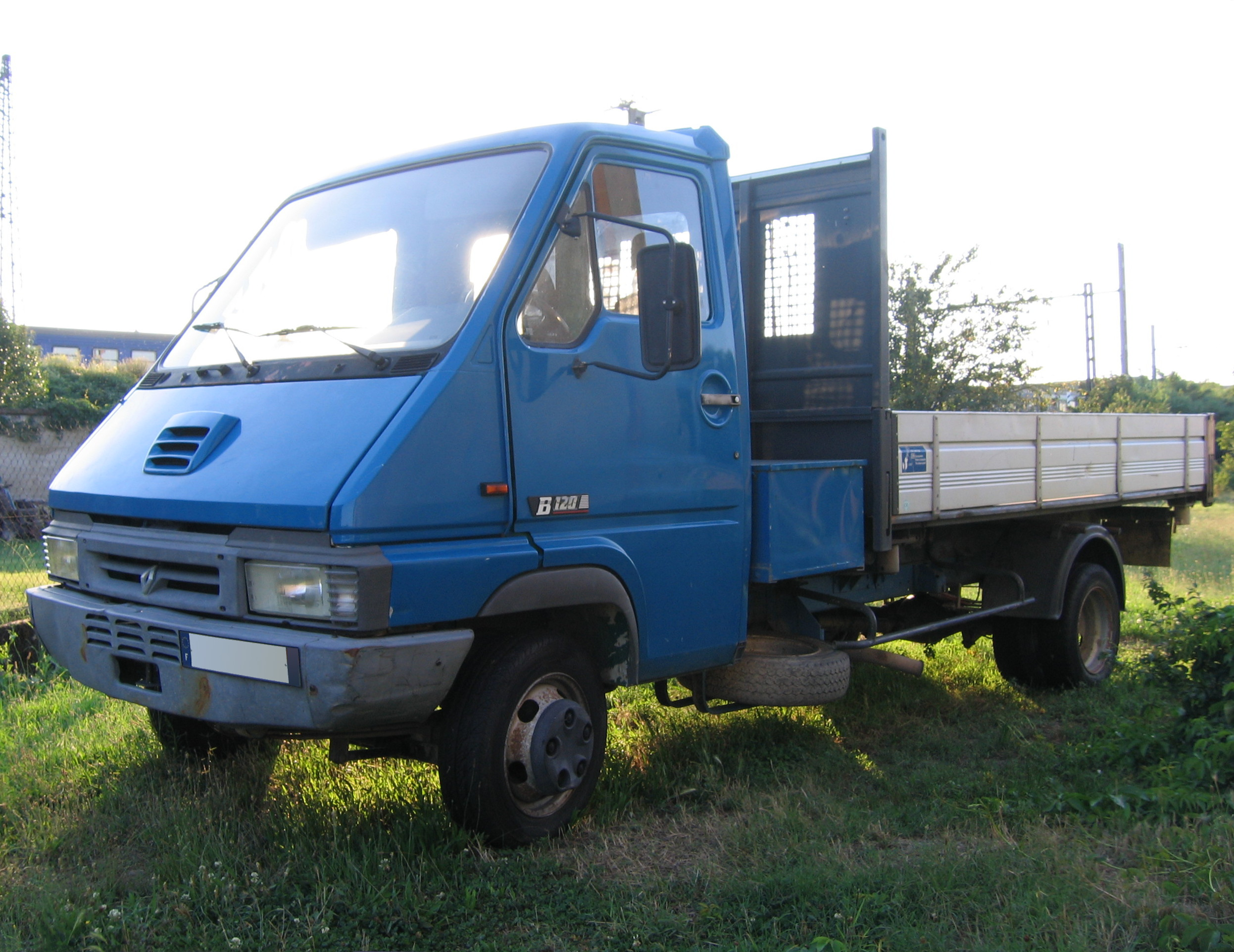
Renault Messenger B120
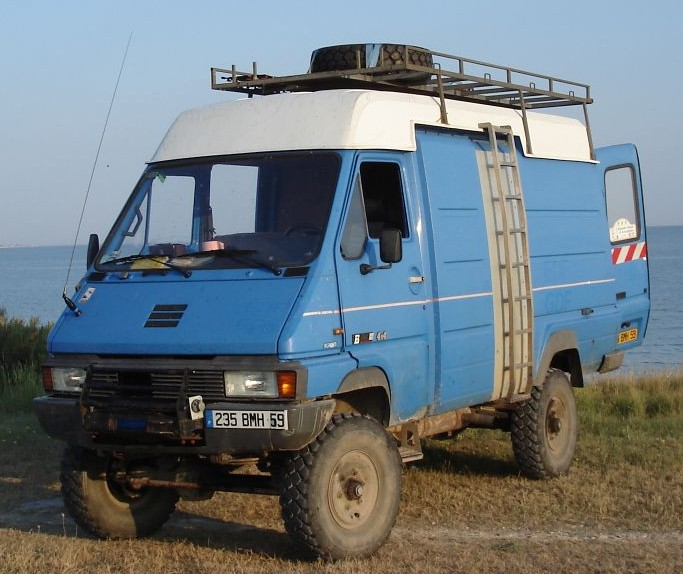
Renault Messenger B90